# 3-Hydroxypyridin
3-Hydroxypyridin ist eine organische Verbindung mit der Summenformel C5H5NO. Sie ist isomer zu 2-Pyridon und 4-Pyridon, weist jedoch grundlegend verschiedene Eigenschaften und Reaktivität auf.

## Darstellung
Die Synthese von 3-Hydroxypyridin verläuft durch Umsetzung von Furfural mit Ammoniak. Außerdem kann es durch Reaktion von 3-Brompyridin unter Druck in einer Alkalischmelze erhalten werden.

## Eigenschaften
Bezüglich seiner Eigenschaften unterscheidet sich 3-Hydroxypyridin grundlegend von seinen Isomeren 2- und 4-Pyridon, da es keine Ketoform ausbilden kann. Hingegen besitzt 3-Hydroxypyridin ein zwitterionisches Tautomer, dessen Anteil im chemischen Gleichgewicht vom Lösungsmittel abhängig ist. Somit reagiert 3-Hydroxypyridin wie Phenolate und nicht wie ein Säureamid. Es wird bevorzugt am Stickstoff protoniert, der einen pKs-Wert von 5,2 besitzt.

## Vorkommen und Verwendung
3-Hydroxypyridin entsteht in geringen Konzentrationen während der Maillard-Reaktion. Des Weiteren ist es als Pyridoxinstrukturelement beispielsweise in Vitamin B6 zu finden.
Es kann zur Herstellung von Insektiziden und Herbiziden eingesetzt werden. Des Weiteren kann es zur Synthese bestimmter Cholinesteraseinhibitoren, beispielsweise Pyridostigmin, Verwendung finden. Ferner kann es zu 3-Hydroxypiperidin reduziert werden.

Strukturformel von Pyridoxin
Strukturformel von Pyridostigmin